# Louise de Clermont
Louise de Clermont-Tallard, née en 1504 et morte en 1596 à Tonnerre, comtesse de Tonnerre et duchesse d’Uzès, fut une dame de compagnie de la reine Catherine de Medicis.
Son franc-parler et sa familiarité envers la famille royale en ont fait une personnalité originale et influente de la cour de France. Elle adhéra un temps au protestantisme mais, au regret des autorités calvinistes et catholiques, elle se donna une grande liberté dans sa manière de penser et de s'exprimer.

## Biographie

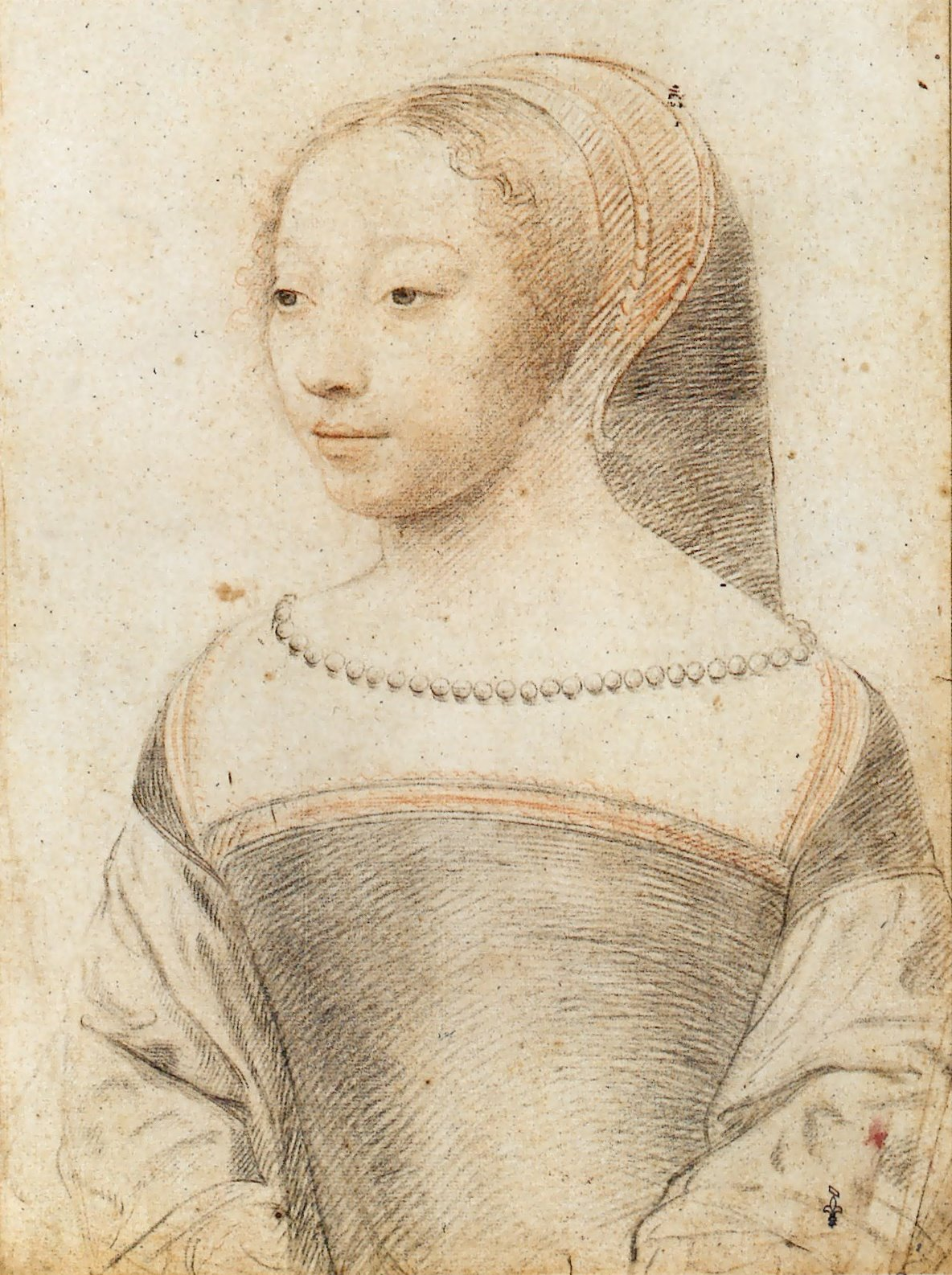
Portrait de Louise de Clermont

### Mademoiselle de Tallard
Louise est la fille de Bernardin de Clermont, noble dauphinois et de Anne de Husson, comtesse de Tonnerre. Sous le nom de Mlle de Tallard, elle débute très jeune à la cour de France, élevée avec la princesse Claude, fille de Louis XII et d'Anne de Bretagne, puis comme demoiselle d'honneur de Louise de Savoie, mère de François Ier, puis des deux filles du roi en 1531.
Élevée à la cour, elle reçoit une éducation qui lui ouvre l'esprit aux arts et à la littérature. Clément Marot célèbre en 1537 l'amitié que François Ier porte à « sa grenouille », il la dépeint comme une « fille à nulle autre pareille (…) car rien qu'Esprit n'est la petite blonde, Esprit qui point aux autres ne ressemble ».
En octobre 1533, elle assiste au mariage du deuxième fils de François Ier, Henri duc d'Orléans, avec Catherine de Médicis. Son amitié avec la future reine de France pourrait remonter à ce mariage.

### Madame du Bellay

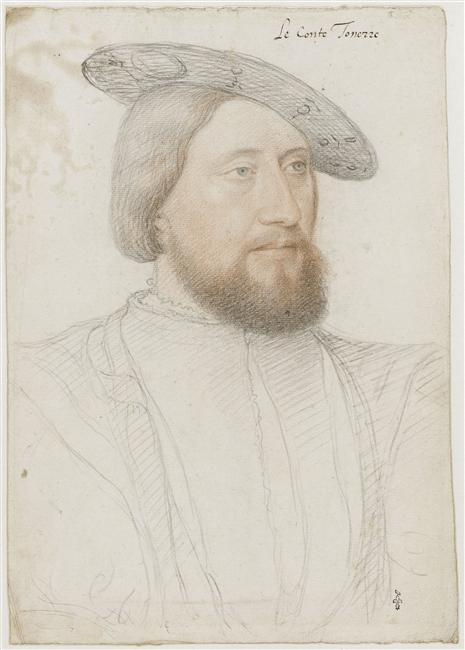
François du Bellay

En 1539, elle épouse François du Bellay, cousin du poète Joachim du Bellay.
À partir de 1544, son frère Antoine III de Clermont (1498-1578), vicomte de Tallard, fait construire le majestueux château d'Ancy-le-Franc, non loin de Tonnerre. Les travaux sont confiés à l'architecte Sebastiano Serlio.
Louise entre en 1552 au service de Catherine de Médicis, devenue reine de France. En 1553, François du Bellay meurt, la laissant veuve.

### La comtesse d'Uzès
Le 10 avril 1556, elle épouse en secondes noces Antoine de Crussol, vicomte d'Uzès, au château d'Amboise. Preuve de sa familiarité avec la reine, le mariage se passe en présence du roi Henri II et de la reine Catherine de Médicis, du connétable de Montmorency, du cardinal de Lorraine, du duc de Guise et de son épouse, du duc de Nemours, de la future reine d'Écosse Marie Stuart, pour ne citer qu'eux. À l'occasion du mariage, la baronnie d'Uzès est érigée en comté.
Peu après, le 8 juillet 1556, un incendie ravage la ville de Tonnerre, qui brûle presque entièrement. Les habitants tiennent alors Louise pour responsable, un litige et un procès les opposant à leur comtesse.

Blason des Clermont-Tonnerre

Louise de Clermont, dont on loue à la cour l'intelligence et la culture, voit Ronsard composer un sonnet en son honneur, elle qu'il proclame « l'ornement le plus beau de la cour ».
La mort d'Henri II, le 10 juillet 1559, modifie les rapports de force à la cour. Catherine de Médicis, qui prône la modération dans le traitement des problèmes religieux, voit son influence grandir. Au début de 1560, elle désigne Antoine de Crussol comme chevalier d'honneur, charge la plus importante de sa maison. Un groupe de modérés, qui croient en la tolérance civile et souhaitent accorder aux protestants la liberté de conscience et de pratique, se constitue autour de la reine-mère : Michel de l'Hospital, Jean de Monluc, évêque de Valence, le cardinal de Lorraine, mais aussi Antoine de Crussol et Louise de Clermont.
Mais la politique de pacification menée par Catherine de Médicis se heurte aux provocations des plus intolérants des deux partis. Le massacre de Wassy, le 1er mars 1562, met le feu aux poudres et déclenche la première des guerres de religion.
Antoine de Crussol et Louise de Clermont s'efforcent, malgré les troubles, de concilier leur fidélité à l'égard de la reine-mère et la sympathie qu'ils éprouvent pour les protestants. Vont-ils jusqu'à se convertir au protestantisme, rien ne le prouve. Par contre, la conversion des frères cadets d'Antoine est avérée : Jacques qui mène les troupes huguenotes en Languedoc, Charles qui se fait tuer dans les rangs protestants en mars 1563, Galiot massacré lors de la Saint-Barthélemy en 1572.
Le 19 mars 1563, l'édit d'Amboise ramène une paix fragile dans un royaume de France déchiré. Catherine de Médicis fait alors proclamer la majorité du jeune roi Charles IX et entame de janvier 1564 à mai 1566 une longue suite de voyages à travers la France, afin de faire connaître le roi et de restaurer le prestige de la monarchie. Elle est accompagnée d'une nombreuse suite, avec au premier rang son chevalier d'honneur et sa plus proche amie.

### La duchesse d'Uzès

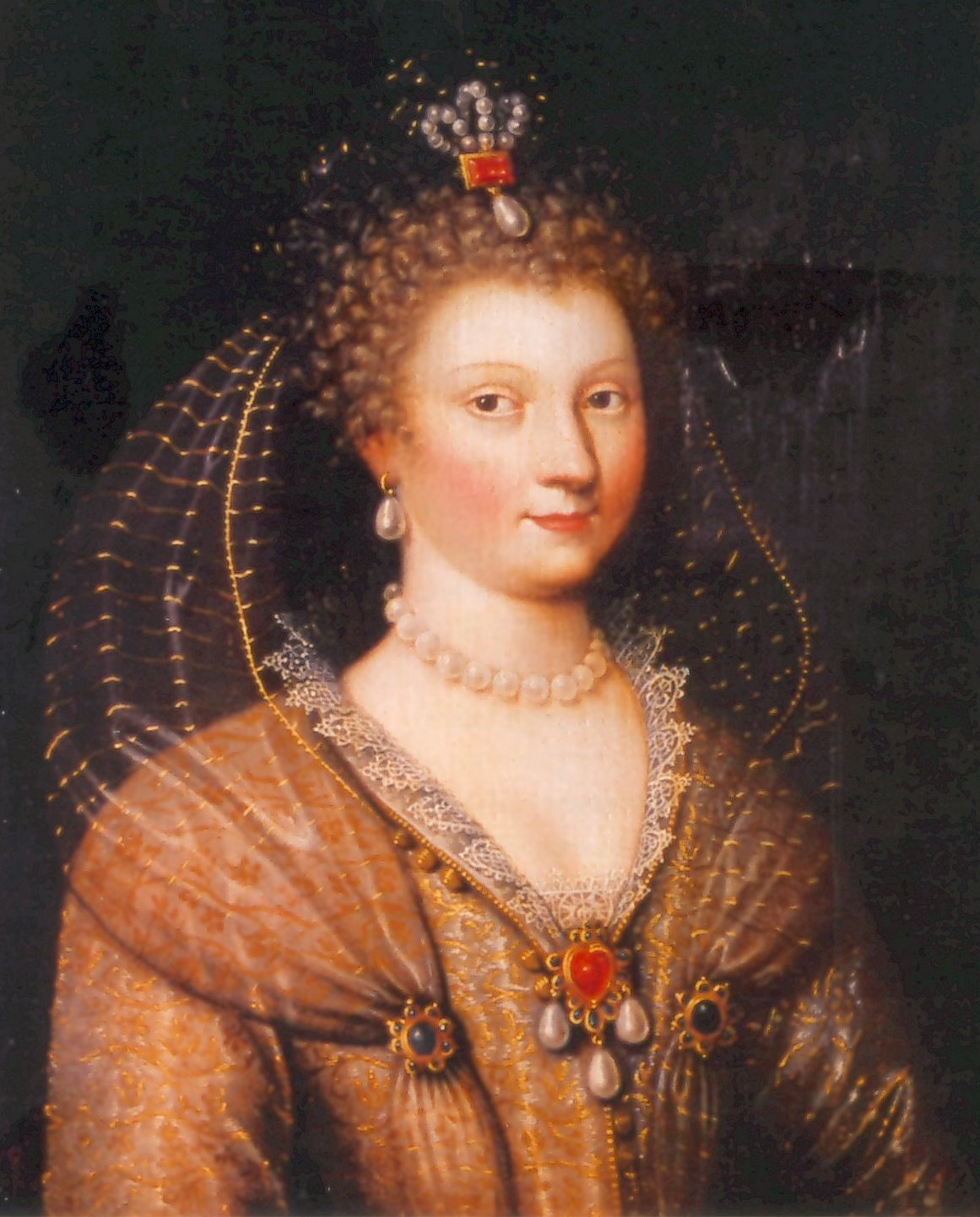
Portrait de Louise de Clermont par François Clouet

C'est à Mont-de-Marsan, en mai 1565, que Catherine de Médicis récompense la fidélité d'Antoine de Crussol en le faisant duc d'Uzès.
Le couple, de retour à Tonnerre en mars 1566, prépare la reprise en main du comté. Ils n'y possèdent plus de résidence, signe tangible de leur autorité. Ils décident donc la construction d'un château capable de frapper les esprits, non par sa taille ou sa beauté, mais par son originalité : ce sera le château de Maulnes. Il présente l'avantage d'être idéalement situé pour assouvir la passion de la chasse, propre à la noblesse de l'époque, mais aussi pour assurer une gestion efficace de la vaste forêt, alors la principale ressource du comté.
En septembre 1569, la construction du logis principal est suffisamment avancé à Maulnes, pour permettre à la duchesse d'Uzès de s'installer. Le duc d'Uzès ne fait que quelques séjours à Maulnes, car il est souvent retenu dans diverses villes du royaume pour le service de la reine.
En janvier 1572, le duché d'Uzès est érigé en pairie, nouvelle marque de la confiance royale.
Mais le royaume est à nouveau bien proche de la guerre civile. Les tensions sont fortes, notamment à Paris, au bord de l'insurrection. Afin de calmer les esprits, Catherine de Médicis a organisé le mariage d'Henri de Navarre, principal chef protestant, avec sa fille Marguerite. Lors de la cérémonie à Notre-Dame le 18 août 1572, Antoine d'Uzès accompagne la reine-mère, tandis que Louise de Clermont marche juste derrière eux. Or ce mariage impopulaire n'a fait qu'exacerber les passions, et l'attentat contre l'amiral de Coligny est l'étincelle qui met le feu aux poudres. Louise et Antoine, protégés par la famille royale, échappent au massacre de la Saint-Barthélemy, ainsi que son frère Jacques de Crussol, mais son autre frère Galiot de Crussol est tué. Moins d'un mois plus tard, Louise de Clermont se convertit au catholicisme.
Le couple rejoint Maulnes en octobre 1572, puis Louise part pour le Languedoc fin novembre. Son époux regagne Paris puis, de janvier à juillet 1573, participe au siège de La Rochelle. Malade, il rentre à Paris et meurt le 14 août 1573.

### Veuve
En novembre 1573, Louise de Clermont revient dans le Tonnerrois et met de l'ordre dans ses affaires.

## Mariage et descendance
En 1539, elle épouse François du Bellay ( -1554), ils ont un fils :
- François-Henri du Bellay ( -1553). C'est Eustache du Bellay[4], qui en sa qualité d'aîné, prit sur lui de soutenir contre Antoine de Crussol et Louise de Clermont, le procès relatif à la succession de son neveu François-Henri[5].

En 1556, elle épouse Antoine de Crussol (1528-1573), vicomte, puis duc d'Uzès, sans postérité.

## Sources partielles
- Adelstan de Beauchêne, Le Bois-Thibault : , Étude Historique & Archéologique, Laval, – Imprimerie-Librairie Ve A. Goupil, 1912 (lire en ligne).